# Bab El Oued (distrito)
Bab El Oued é um distrito localizado na província de Argel, no norte da Argélia.[carece de fontes?]

## Municípios
O distrito está divido em quatro municípios:
- Bab El Oued
- Casbá
- Bains Romains
- Raïs Hamidou